# Frankisch-Mongoolse alliantie

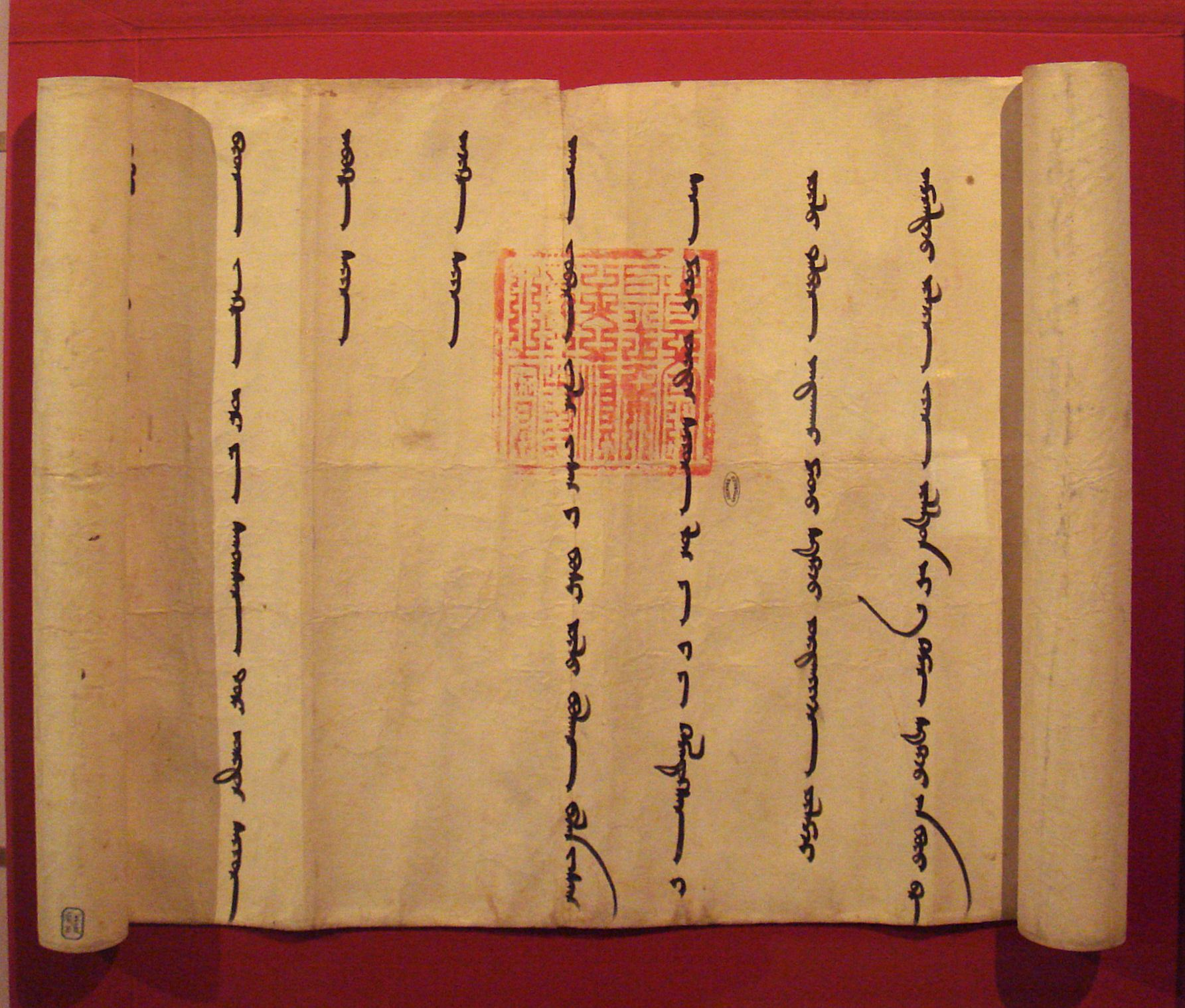
Brief van de Mongoolse ilkhan Öljeitü uit 1305 aan koning Filips IV van Frankrijk waarin hij een militair verdrag voorstelt

In de dertiende eeuw werden diverse pogingen ondernomen voor het vormen van een Frankisch-Mongoolse alliantie tegen de islamitische kalifaten tussen de diverse Frankische kruisvaarders en het Mongoolse Rijk. Het westen zag in de Mongolen een mogelijkheid om een "nieuw heidens" volk te evangeliseren en ze zagen in hen een welkome bondgenoot tegen de Mammelukken.

## Achtergrond
In 1141 versloeg het rijk van Kara-Kitan de Seltsjoeken in de slag bij Qatwan. Een gemankeerd verslag hierover tekende Otto van Freising op in zijn kroniek. Dit verhaal gaf de voeding aan de legenden over de legendarische christelijke koning Pape Jan die naar de Levant zou optrekken om de kruisvaarders te helpen in de strijd tegen hun islamitische vijand. Tijdens de Vijfde Kruistocht bereikte de kruisvaarders het nieuws dat Chorasmië was aangevallen. De kruisvaarders verkeerden in de veronderstelling dat de overwinnaars christenen waren. Ook andere overwinningen van de Mongolen rond de jaren 1220 schreven de christenen toe aan koning David, de zoon van Pape Jan. Ook overwinningen van Dzjengis Khan's tegenstanders Kuchlug en de sjah van Chorasmië werden toegeschreven aan deze koning David.
De geruchten die in het westen de ronde deden over de ondergang van een islamitische vorst kwamen voort uit de kringen van de Nestoriaanse christenen, die zeer waarschijnlijk in contact stonden met de Latijns christenen in Jeruzalem. In 1241 vielen de Mongolen Centraal-Europa binnen en werden Polen en Hongarije binnengevallen. Met de dood van Ögedei Khan bleef Europa gespaard van een grootscheepse Mongoolse invasie.

## Geschiedenis

### Eerste contact

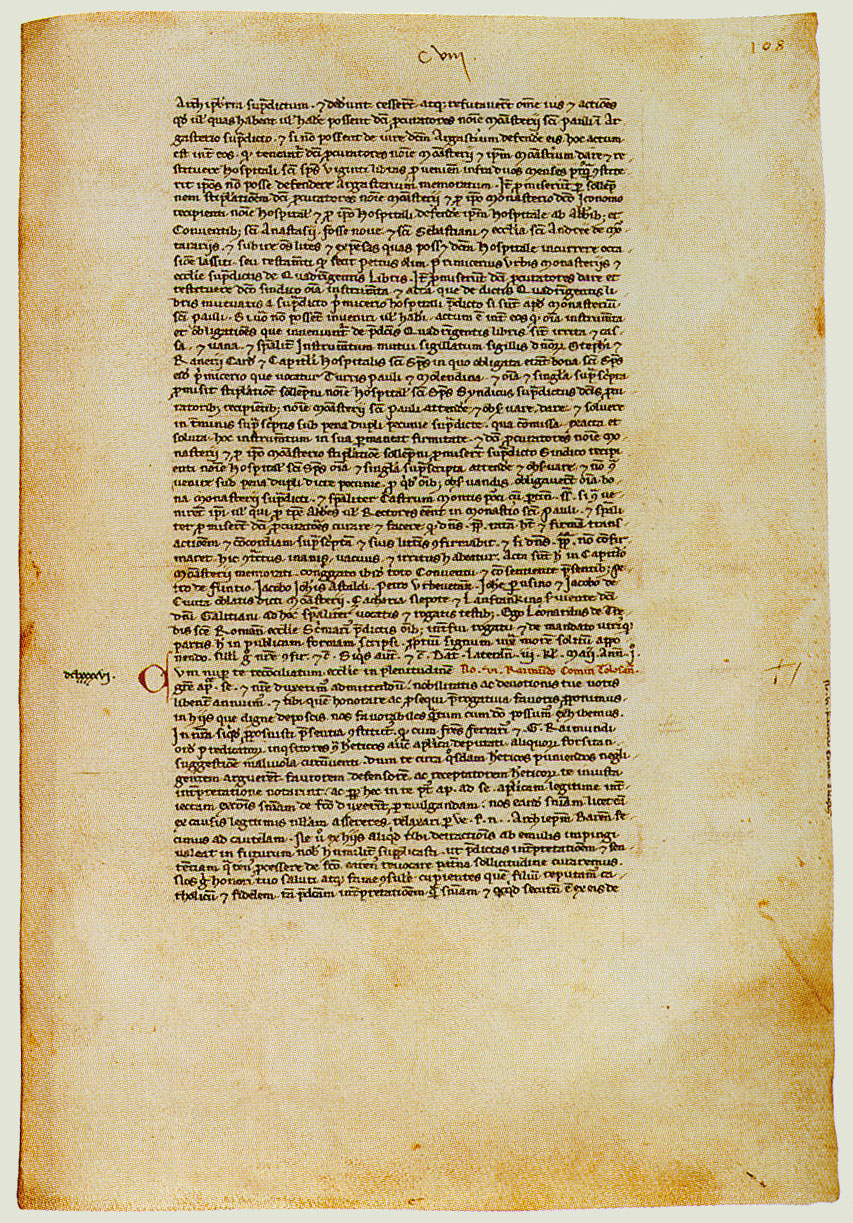
De brief Dei patris immensa van Innocentius IV aan Güyük Khan

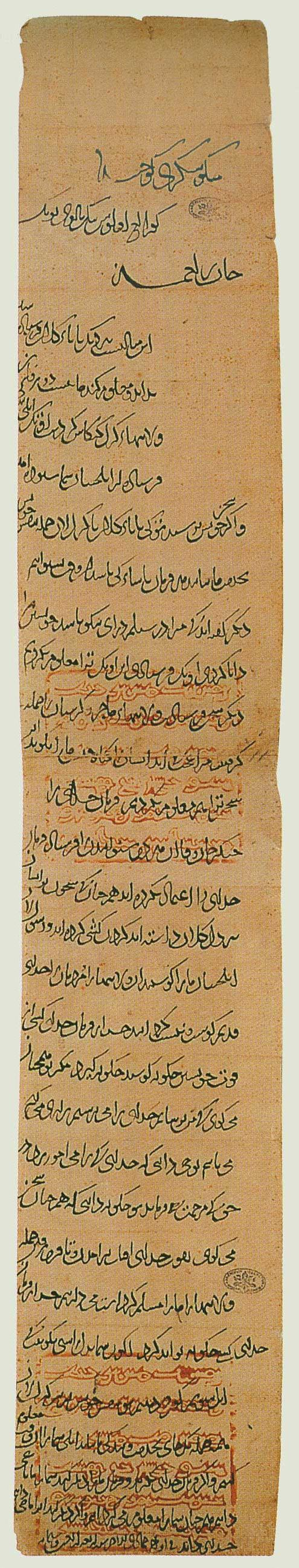
De brief van Güyük Khan aan Innocentius IV

Na de dood van Ögedei bestond er in Europa de behoefte om te weten te komen wie deze nieuwelingen waren en werden er gezanten naar Azië gestuurd. Ze hadden twee taken: uitzoeken wie de plunderaars waren en een overeenkomst met hen sluiten. Paus Innocentius IV maakte van de Mongoolse dreiging een agendapunt, Remedium contra Tartaros, op het Eerste Concilie van Lyon. Voorafgaand aan het concilie nam hij al het besluit vier delegaties naar Mongools gebied te zenden. Johannes van Pian del Carpine  zou naar Karakorum reizen, de hoofdstad van het Mongoolse rijk. Een tweede franciscaan, Laurens van Portugal, zou de Mongolen vanuit de Levant benaderen. De beide dominicanen André de Longjumeau en Ascelin van Cremona kregen de opdracht dit te doen vanuit het Nabije- en Midden-Oosten. Over de missie van Laurens van Portugal is niets bekend. De meeste historici nemen aan dat deze missie nooit vertrokken is. De andere drie missies vertrokken alle in 1245. Alle missies kregen dezelfde twee brieven mee. In Dei patris immensa  stond een uiteenzetting over het christelijk geloof en riep de Mongolen op het christendom te aanvaarden. In Cum non solum werden zij gemaand het vermoorden van mensen en christenen in het bijzonder te staken. De paus sprak de wens uit in vrede met de Mongolen te kunnen leven.
De missies waren wat dit aspect betreft een complete mislukking. Güyük Khan antwoordde Pian del Carpine dat hij de verzoeken om zich te laten dopen en de campagnes tegen Hongaren en andere christenen te staken volstrekt niet begreep. Het lot van deze mensen was de verantwoordelijkheid van de Eeuwige God, die de Mongolen ook had opgedragen over de wereld te heersen. Als de paus oprecht was in zijn verlangen naar vrede zou hij persoonlijk naar hem moeten komen en zich moeten onderwerpen. 
Ascelin van Cremona kwam pas in mei 1247 aan in het legerkamp van Baiju, de feitelijke Mongoolse heerser over wat nu het grootste deel van Iran is. Ascelin ergerde de Mongolen meerdere malen door in gesprekken uit te spreken dat de paus superieur was aan de khagan. Ascelin en zijn reisgenoten werden drie maal door Baiju ter dood veroordeeld. Alleen het verzoek van de belangrijkste vrouw van Baiju en dat van de functionaris aan zijn hof die verantwoordelijk was buitenlandse bezoekers bespaarde hen de uitvoering daarvan. Een deel van dat antwoord van Baiju kwam er op neer dat hij de vermaning van de paus ten aanzien van het doden van mensen op zich begreep. Maar de essentie van het antwoord was ook hier dat het nu eenmaal de wil van God was, dat de Mongolen de wereld regeerden. Verder bevatte het antwoord de eis dat de paus zich persoonlijk bij Baiju zou komen onderwerpen.  
De derde missie van Longjumeau vond na nogal wat omzwervingen een Mongools legerkamp op een afstand van zeventien dagen reizen van Mosoel. Er is echter niets in zijn bewaard gebleven verslag dat wijst op diplomatieke onderhandelingen. De tekst bestaat voor het grootste deel uit wat algemene waarnemingen over Mongoolse gebruiken en gewoonten. 
Deze missies hadden ook nog een nevenschikkend doel voor de paus. Naast het verkrijgen van een eventueel bondgenootschap was het ook van belang dat schismatieke christenen en heidenen de bescherming van het westen zouden zoeken tegen de Mongolen. Johannes van Pian del Carpine spendeerde enige tijd aan het hof van Daniel van Galicië om ervoor te zorgen dat hij de Roomse kerk zou erkennen. Daniel ging akkoord en verkreeg van de paus de koningskroon, net zoals de paganistische vorst Mindaugas van Litouwen. Het  rapport van Longjumeau bevat verslagen van gesprekken, die hij voerde met Simeon Rabban Ata, een hoge nestoriaanse geestelijke. Het verslag bevat een verzoek van Rabban aan de paus om zijn invloed aan te wenden voor de bescherming van nestoriaanse christenen in gebieden van het Latijnse Keizerrijk. De paus werd tevens opgeroepen om vrede te sluiten met zijn vijand Frederik II, keizer van het Heilige Roomse Rijk en gezamenlijk weerstand te bieden aan de Mongoolse dreiging 
In het najaar van 1248 verbleef Lodewijk IX op het eiland Cyprus om de Zevende Kruistocht voor te bereiden. In december arriveerden twee nestoriaanse christenen aan het hof in Nicosia. Zij introduceerden zich als een delegatie gezonden door Eljigidei, de Mongoolse commandant in Perzië. In de begeleidende brief meldde Eljigidei christen te zijn geworden. In dezelfde brief kondigde hij aan komende zomer het Kalifaat van de Abbasiden aan te vallen met het doel Bagdad te veroveren. Eljigidei vroeg Lodewijk IX om militaire actie tegen Egypte zodat het kalifaat van die zijde geen hulp kon ontvangen. De beide leden van de delegatie brachten ook het nieuws dat Güyük Khan, de khagan van het gehele Mongoolse Rijk, tot het christendom zou zijn overgegaan. Zijn moeder, Töregene, zou een dochter zijn van Pape Jan.
Er is in het vakgebied tot in de eenentwintigste eeuw een debat of de brief nu wel of niet van Eljigidei afkomstig was of dat deze brief geheel een vervalsing was, waarvoor enkele nestoriaanse groeperingen verantwoordelijk zouden zijn. Mongoolse leiders hebben in de jaren na 1248 de brief altijd een vervalsing genoemd. Lodewijk IX zou enkele jaren later de reis van Willem van Rubroeck naar Karakorum financieel ondersteunen. Ook in een brief van Möngke Khan aan Lodewijk IX die Willem van Rubroeck in 1254 bij zijn vertrek uit Karakorum meekreeg wordt expliciet geformuleerd dat de brief van Eljigidei een vervalsing was.

### Nieuwe vijandelijkheden
Tijdens de regering van Möngke Khan werd Europa opnieuw binnengevallen door de Mongolen. In 1259 werd Krakau door hen geplunderd en werd er een delegatie naar Parijs gestuurd om de onderwerping van Frankrijk te eisen. In datzelfde jaar viel een ander leger uit Baghdad de Levant binnen dat voor de nodige angst zorgden bij de Latijnen in dat gebied. De christenen werden echter geholpen door de Mammelukken die in de slag bij Ain Jalut de Mongolen een gevoelige nederlaag wisten toe te brengen. Na deze overwinning konden de Mammelukken de steden Aleppo en Damascus zonder problemen innemen en dit zorgde voor een omslagpunt in hun denken ten opzichte van de Mongolen. Het besef groeide dat zij weleens hun redders konden zijn.

### Hernieuwd contact

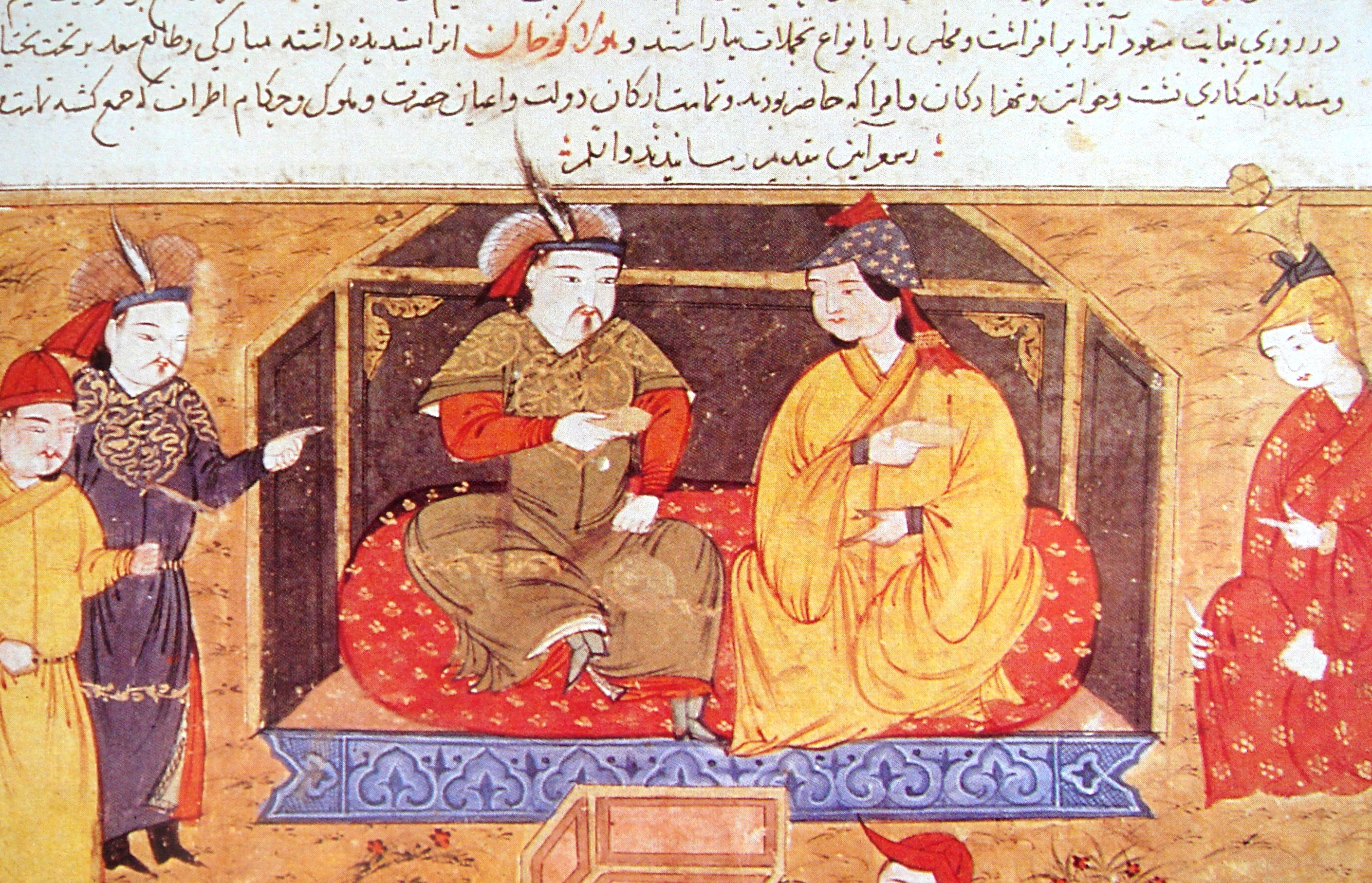
Afbeelding van Hulagu Khan, een van de gedroomde partners van de christenen in hun strijd tegen de Mammelukken.

In de jaren na 1260 werden er diverse missies vanuit Europa naar de Mongolen gestuurd om een verbond te sluiten tegen de Mammelukken. Ook in de tegengestelde richting vertrokken er verscheidene gezanten. Zij werden gestuurd door khan Hulagu en zijn zoon Abaqa. Zij zagen het belang in van de westerse zeestrijdkrachten in hun strijd tegen de Mammelukken. Hulagu was getrouwd met een christelijke nestoriaanse vrouw en hij beschreef zich tegenover de Franse koning Lodewijk IX als een "enthousiast vernietiger van het Saraceense volk, vriend en ondersteuner van de christelijke religie, energiek bestrijder van vijanden en getrouwe vriend van vrienden." Wederom kwamen de partijen niet tot het vormen van bondgenootschap en deze mislukte poging wordt door historicus Peter Jackson gezien als het hoogtepunt van de dwaasheid van dit hele plan. Wel vochten enkele christelijke vorsten in de Levant, Bohemund VI van Antiochië en Hethum I van Armenië, aan de zijde van Hulagu bij het Beleg van Bagdad. Zij werden in 1260 dan ook rijkelijk beloond voor hun aandeel.
Kort daarop viel het Mongoolse Rijk uiteen in verschillende facties. Khan Berke sloot een verbond met sultan Baibars en dit was voor zijn concurrent Hulagu de reden om meer vriendschappelijke relaties aan te knopen met de Latijnse wereld. In 1262 schreef hij naar Lodewijk IX of hij Egypte kon blokkeren zodat de Mongolen hen ter land konden aanvallen en stuurde een jaar later ook een missie naar paus Urbanus IV. Dit was het begin van een periode van missies van de Ilkhan naar de paus en ook naar de koningen van Engeland en Frankrijk, en ook enkele keren naar die van Sicilië en Aragon, om militaire hulp tegen de Mammelukken.
Na de dood van Hulagu werd dit beleid voortgezet door diens zoon Abaqa, wiens ambassadeurs aanwezig waren bij het Tweede Concilie van Lyon. Diens opvolger Teguder probeerde vrede te sluiten met Egypte, maar hij werd afgezet door zijn neef Arghun en onder zijn leiding bereikte de onderhandelingen met het westen hun hoogtepunt. In totaal werden er vier missies naar Europa gestuurd: in 1285, 1287, 1289 en 1290. Een van deze missies werd geleid door de nestoriaanse bisschop Rabban Bar Sauma en deze sprak onder andere met koning Eduard I van Engeland die veel enthousiasme toonde om de Mongolen te helpen. De plannen van Eduard voor een nieuwe kruistocht verdwenen in de ijskast door de opstand van William Wallace in Schotland. Ook andere landen in Europa kampten met vergelijkbare problemen als Engeland waardoor een alliantie niet tot stand kwam.
In 1291 werden de laatste grote kruisvaardersbolwerken in de Levant veroverd door de Mammelukken en daarmee kwam er ook een einde aan de aspiraties van de westerse hoven om tot een bestand met de Mongolen te komen. De Mongolen wisten in 1299 een grote overwinning te boeken op de Mammelukken in de Slag bij Wadi al-Khaznadar en kort daarna deden de geruchten de ronde in Europa dat de Ilkhan zich had bekeerd tot het christendom en dat zij de Mammelukken hadden verdreven uit Palestina en Egypte. Het bleek allemaal niet waar te zijn en het einde van het christelijke Heilige Land was definitief. In 1300 reisden diverse gezanten op en neer tussen Cyprus en het hof van Ilkhan Ghazan met beloftes voor wederzijdse steun voor hun strijd, maar doordat de Mongoolse steun uitbleef werd de Ruad-expeditie, om delen van het Heilige Land te veroveren, geen succes. De laatste ilkhan die diplomatiek contact met Latijns Europa had was Öljeitü en in 1320 sloot de ilkhan vrede met de Mammelukken.

## Nasleep
Het contact tussen de Mongolen en de Europeanen betekende ook een opleving voor de Euraziatische handel. Europese karavanen en schepen doorkruisten de Mongoolse wereld voor zijde, specerijen, keramiek en koper. Zo verkregen de Genuezen speciale handelsprivileges van de khan van de Gouden Horde en konden zij een handelspost stichten, Caffa, op de Krim. Ook de Venetiaanse handelsposten (Tanais en Tabriz) zouden volgen.